# Liste bedeutender Kletterrouten
Die Liste bedeutender Kletterrouten enthält eine Auswahl von Kletterrouten, die durch ihren Einfluss auf Kletterethik, -stil und -technik oder Speed- und Free-Solo-Begehungen alpinhistorische Bedeutung erlangt haben oder für die Erschließung neuer Schwierigkeitsgrade maßgeblich waren, und über die eine entsprechende Beschreibung in der Literatur stattgefunden hat.

## Legende
- Art: Gibt die jeweilige Variante des Kletterns an: Alpinklettern, Bouldern, Deep Water Soloing, Mehrseillängen, Sportklettern und Traditionelles Klettern.
- Name: Der vom Erstbegeher vergebene Name (falls vorhanden, Zweitname in Klammern)
- Grad: Schwierigkeitsgrad der Route auf der UIAA-Skala; in Klammern der Grad auf der international gebräuchlicheren Französischen Skala. Bei Bouldern ist der Schwierigkeitsgrad in der Fontainebleau-Skala (Fb.) angegeben (siehe auch Bouldern#Bouldern am Fels).
- Gebiet: (Kletter-)Gebiet, in dem die Route liegt
- Fels: Berg, Felswand oder Sektor, an dem die Route liegt. Das Kreissymbol dahinter führt zur jeweiligen Lage.
- Erstbegeher: Erstbegeher der Route. Teilweise erfolgten die Erstbegehungen in heute nicht mehr anerkannten oder gebräuchlichen Stilen, waren aber zur jeweiligen Zeit anerkannt.
- Wiederholer: Der erste Wiederholer der Route, falls die Route wiederholt wurde und der Wiederholer bekannt ist; „?“ steht für „Wiederholt, aber Wiederholer unbekannt“
- Länge: Länge der Route in Metern. Bei Routen mit mehr als einer Seillänge ist in Klammern die Zahl der jeweiligen Seillängen angegeben.

## Liste
| Art                     | Name                     | Grad            | Gebiet                 | Fels (Lage)                                             | Erstbegeher                                     | Jahr der Erstbegehung | Wiederholer (Jahr)                                                     | Länge          | Anmerkungen |
| ----------------------- | ------------------------ | --------------- | ---------------------- | ------------------------------------------------------- | ----------------------------------------------- | --------------------- | ---------------------------------------------------------------------- | -------------- | --- |
| Bouldern                | Burden of Dreams         | Fb. 9a          | Lappnor                | Sektor Happy Auer 60° 25′ 25″ N, 26° 8′ 13″ O           | Nalle Hukkataival                               | 2016                  | Will Bosi (2023), Simon Lorenzi (2023), Elias Iagnemma (2024)          | 4 m            | Weltweit erster Boulder im Grad 9a                                                                             |
| Bouldern                | Dreamtime                | Fb. 8c          | Cresciano              | Sektor Masso 11b 46° 17′ 7″ N, 9° 0′ 20″ O              | Fred Nicole                                     | 2000                  | Bernd Zangerl (2001)                                                   |                | Erster Boulder mit diesem Grad; heute leicht verändert und mit 8b+ bewertet                                    |
| Bouldern                | Midnight Lightning       | Fb. 7b+         | Yosemite-Nationalpark  | Columbia Boulder (Camp 4) 37° 44′ 46″ N, 119° 35′ 40″ W | Ron Kauk                                        | 1978                  | John Bachar                                                            | 7,6 m          | Erste Damenbegehung durch Lynn Hill (1998)                                                                     |
| Sportklettern           | Action Directe           | 11 (9a)         | Nördlicher Frankenjura | Waldkopf 49° 38′ 4″ N, 11° 36′ 9″ O                     | Wolfgang Güllich                                | 1991                  | Alexander Adler (1993)                                                 | 15 m           | Weltweit erste Route im Grad 9a                                                                                |
| Sportklettern           | Bibliographie            | 12- (9b+)       | Céüse                  | Sektor Biographie 44° 29′ 55″ N, 5° 56′ 59″ O           | Alexander Megos                                 | 2020                  | Stefano Ghisolfi (2021), Sean Bailey (2022)                            | 35 m           | Erste Route, die von 9c auf 9b+ abgewertet wurde                                                               |
| Sportklettern           | B.I.G.                   | 12 (9c)         | Flatanger              | Hanshelleren 64° 29′ 24″ N, 10° 49′ 5″ O                | Jakob Schubert                                  | 2023                  | –                                                                      | 55 m           | Dritte Route, die mit 9c bewertet wurde, noch unbestätigt                                                      |
| Sportklettern           | The Change               | 12- (9b+)       | Flatanger              | Hanshelleren 64° 29′ 24″ N, 10° 49′ 5″ O                | Adam Ondra                                      | 2012                  | Stefano Ghisolfi (2020), Sébastien Bouin (2022)                        | 50 m           | Weltweit erste Kletterroute im Grad 9b+                                                                        |
| Sportklettern           | Chilam Balam             | 11+ (9a+/b)     | Villanueva del Rosario | Sektor Chilam 36° 59′ 24″ N, 4° 22′ 12″ W               | Adam Ondra                                      | 2011                  | Bernabé Fernández (unbestätigt 2003), Sébastien Bouin (2015)           | 80 m           | Wurde von Bernabé Fernández als erste Kletterroute im Grad 9b+ angegeben                                       |
| Sportklettern           | DNA                      | 12 (9c)         | Verdonschlucht         | Sektor La Ramiorle 43° 44′ 5″ N, 6° 21′ 36″ O           | Sébastien Bouin                                 | 2022                  | –                                                                      | 50 m           | Zweite Route im Grad 9c; bislang nicht wiederholt                                                              |
| Sportklettern           | Excalibur                | 12- (9b+)       | Nähe Arco              | Sektor Valle del Sarca 45° 57′ 36″ N, 10° 56′ 24″ O     | Stefano Ghisolfi                                | 2023                  | Will Bosi (2025)                                                       | 12 m           | schwerste Route Italiens, erster 9b+ einer Frau, Brooke Raboutou (2025)                                        |
| Sportklettern           | The Face                 | 10- (8a+)       | Südlicher Frankenjura  | Schnellneckkopf 48° 55′ 28″ N, 11° 48′ 45″ O            | Jerry Moffatt                                   | 1983                  | Stefan Glowacz (1983)                                                  | 20 m           | Deutschlandweit erste, weltweit zweite Route im Grad 8a+                                                       |
| Sportklettern           | Golpe de Estado          | 11+/12- (9b)    | Siurana                | Sektor El Pati 41° 15′ 54″ N, 0° 56′ 14″ O              | Chris Sharma                                    | 2008                  | Adam Ondra (2010)                                                      | 35 m           | Erste wiederholte Route im Grad 9b                                                                             |
| Sportklettern           | Hubble                   | 11-/11 (8c+/9a) | Peak District          | Raven Tor 53° 15′ 17″ N, 1° 46′ 0″ W                    | Ben Moon                                        | 1990                  | Malcolm Smith (1992)                                                   | 10 m           | Weltweit erste Route in diesem Schwierigkeitsgrad, vielleicht auch im Grad 9a                                  |
| Sportklettern           | Jumbo Love               | 11+/12- (9b)    | Clark Mountain         | Sektor Third Tier 35° 31′ 39″ N, 115° 36′ 32″ W         | Chris Sharma                                    | 2008                  | Ethan Pringle (2015), Jonathan Siegrist (2018), Sébastien Bouin (2022) | 75 m           | Erste Route im Grad 9b                                                                                         |
| Sportklettern           | La Dura Dura             | 11+/12- (9b+)   | Katalonien             | Oliana 42° 4′ 40″ N, 1° 17′ 16″ O                       | Adam Ondra                                      | 2013                  | Chris Sharma (2013)                                                    | 46 m           | Weltweit erste Route im Grad 9b+, deren Schwierigkeitsgrad bestätigt wurde                                     |
| Sportklettern           | La Planta de Shiva       | 11+ (9b)        | Villanueva del Rosario | Sektor Chilam 36° 58′ 59″ N, 4° 21′ 50″ W               | Adam Ondra                                      | 2011                  | Jakob Schubert (2016)                                                  | 45 m           | Erster 9b einer Frau, Angela Eiter (2017)                                                                      |
| Sportklettern           | La Rambla                | 11+ (9a+)       | Siurana                | Sektor El Pati 41° 15′ 54″ N, 0° 56′ 14″ O              | Ramón Julián Puigblanque                        | 2003                  | Edu Marin Garcia (2006)                                                | 45 m           | Erster 9a+ einer Frau, Margo Hayes (2017). Meistwiederholte 9a+ der Welt: 32 Begehungen mit Stand Februar 2023 |
| Sportklettern           | Open Air                 | 11+ (9a+)       | Tirol                  | Schleierwasserfall 47° 32′ 42″ N, 12° 21′ 58″ O         | Alexander Huber                                 | 1996                  | Adam Ondra (2008)                                                      | 25 m           | Vermutlich weltweit erste Kletterroute im Grad 9a+                                                             |
| Sportklettern           | Perfecto Mundo           | 12- (9b+)       | Margalef               | Sektor Racó de la Finestra 41° 16′ 32″ N, 0° 46′ 5″ O   | Alexander Megos                                 | 2018                  | Stefano Ghisolfi (2018), Jakob Schubert (2019)                         | 28 m           | – |
| Sportklettern           | Realization (Biographie) | 11+ (9a+)       | Céüse                  | Sektor Biographie 44° 29′ 55″ N, 5° 56′ 59″ O           | Chris Sharma                                    | 2001                  | Sylvain Millet (2004)                                                  | 38 m           | Weltweit erste Route im Grad 9a+, deren Schwierigkeitsgrad bestätigt wurde                                     |
| Sportklettern           | Sautanz                  | 9- (7b+)        | Nördlicher Frankenjura | Obere Gößweinsteiner Wände 49° 46′ 11″ N, 11° 20′ 5″ O  | Kurt Albert (Rotkreis)                          | 1981                  | John Bachar (1981)                                                     | 20 m           | Wolfgang Güllich gelang die erste Rotpunktbegehung (1981) sowie eine Free-Solo-Begehung (1987)                 |
| Sportklettern           | Silence                  | 12 (9c)         | Flatanger              | Hanshelleren 64° 29′ 24″ N, 10° 49′ 5″ O                | Adam Ondra                                      | 2017                  | –                                                                      | 45 m           | Weltweit erste Route im Grad 9c; bislang nicht wiederholt                                                      |
| Sportklettern           | Underground              | 11 (9a)         | Arco                   | Massone 45° 55′ 51″ N, 10° 54′ 18″ O                    | Manfred Stuffer                                 | 1988                  | Yūji Hirayama (2000)                                                   | 25 m           | Erstbegeher ist umstritten                                                                                     |
| Sportklettern           | Wallstreet               | 11- (8c/+)      | Nördlicher Frankenjura | Krottenseer Turm 49° 38′ 7″ N, 11° 36′ 52″ O            | Wolfgang Güllich                                | 1987                  | Guido Köstermeyer (1989)                                               | 25 m           | Weltweit erste Route im Grad 8c/+                                                                              |
| Traditionelles Klettern | Separate Reality         | 8+/9- (7b)      | Yosemite-Nationalpark  | Sektor Above the Cookie 37° 42′ 28″ N, 119° 42′ 53″ W   | Ron Kauk                                        | 1978                  |                                                                        | 15 m           | Free-Solo-Begehungen durch Wolfgang Güllich (1987), Heinz Zak (2005) sowie Dean Potter (2006)                  |
| Traditionelles Klettern | Tribe                    | 11 (9a)         | Domodossola            | Caderese 46° 17′ 34″ N, 8° 21′ 56″ O                    | Jacopo Larcher                                  | 2019                  | James Pearson (2020)                                                   | 25 m           | Möglicherweise schwierigste Route im traditionellen Stil                                                       |
| Alpinklettern           | Weg durch den Fisch      | 9- (7b+)        | Dolomiten              | Marmolata-Südwand 46° 25′ 55″ N, 11° 51′ 45″ O          | Igor Koller & Indřich Šustr                     | 1981                  | Luisa Iovane & Heinz Mariacher (1984)                                  | 1220 m (37 SL) | Erste Rotpunktbegehung durch Heinz Mariacher (1987); Free-Solo-Begehung durch Hansjörg Auer (2007)             |
| Mehrseillängen          | Freerider                | frei: 9+ (7c+)  | Yosemite-Nationalpark  | El Capitan 37° 44′ 2″ N, 119° 38′ 13″ W                 | Alexander & Thomas Huber                        | 1998                  |                                                                        | 880 m (30 SL)  | Free-Solo-Begehung durch Alex Honnold (2017)                                                                   |
| Mehrseillängen          | The Dawn Wall            | frei: 11 (9a)   | Yosemite-Nationalpark  | El Capitan 37° 44′ 2″ N, 119° 38′ 13″ W                 | Tommy Caldwell & Kevin Jorgeson                 | 2015                  | Adam Ondra (2016)                                                      | 1000 m (32 SL) | Gilt als schwierigste Big-Wall Route                                                                           |
| Mehrseillängen          | The Nose                 | frei: 10+ (8b+) | Yosemite-Nationalpark  | El Capitan 37° 44′ 2″ N, 119° 38′ 13″ W                 | Warren J. Harding, Wayne Merry, George Whitmore | 1958                  |                                                                        | 1000 m (31 SL) | Erste Freie Begehung durch Lynn Hill (1993)                                                                    |
| Deep Water Soloing      | Alasha                   | 11 (9a)         | Mallorca               | Port de Sóller 39° 47′ 54″ N, 2° 40′ 46″ O              | Chris Sharma                                    | 2016                  | Jakob Schubert (2021)                                                  | 20 m           | Chris Sharma schätzte die Route 9b; Jakob Schubert bewertete sie 9a                                            |
| Deep Water Soloing      | Es Pontàs                | 11+ (9a+)       | Mallorca               | Migjorn 39° 19′ 32″ N, 3° 8′ 41″ O                      | Chris Sharma                                    | 2006                  | Jernej Kruder (2016)                                                   | 20 m           | Gilt als schwerste DWS-Route                                                                                   |